# 端平
端平（1234年—1236年）是宋理宗赵昀的第三个年号。南宋使用这个年号共三年。

## 改元
- 紹定六年——十一月五日，有詔明年改元端平。[2][3]

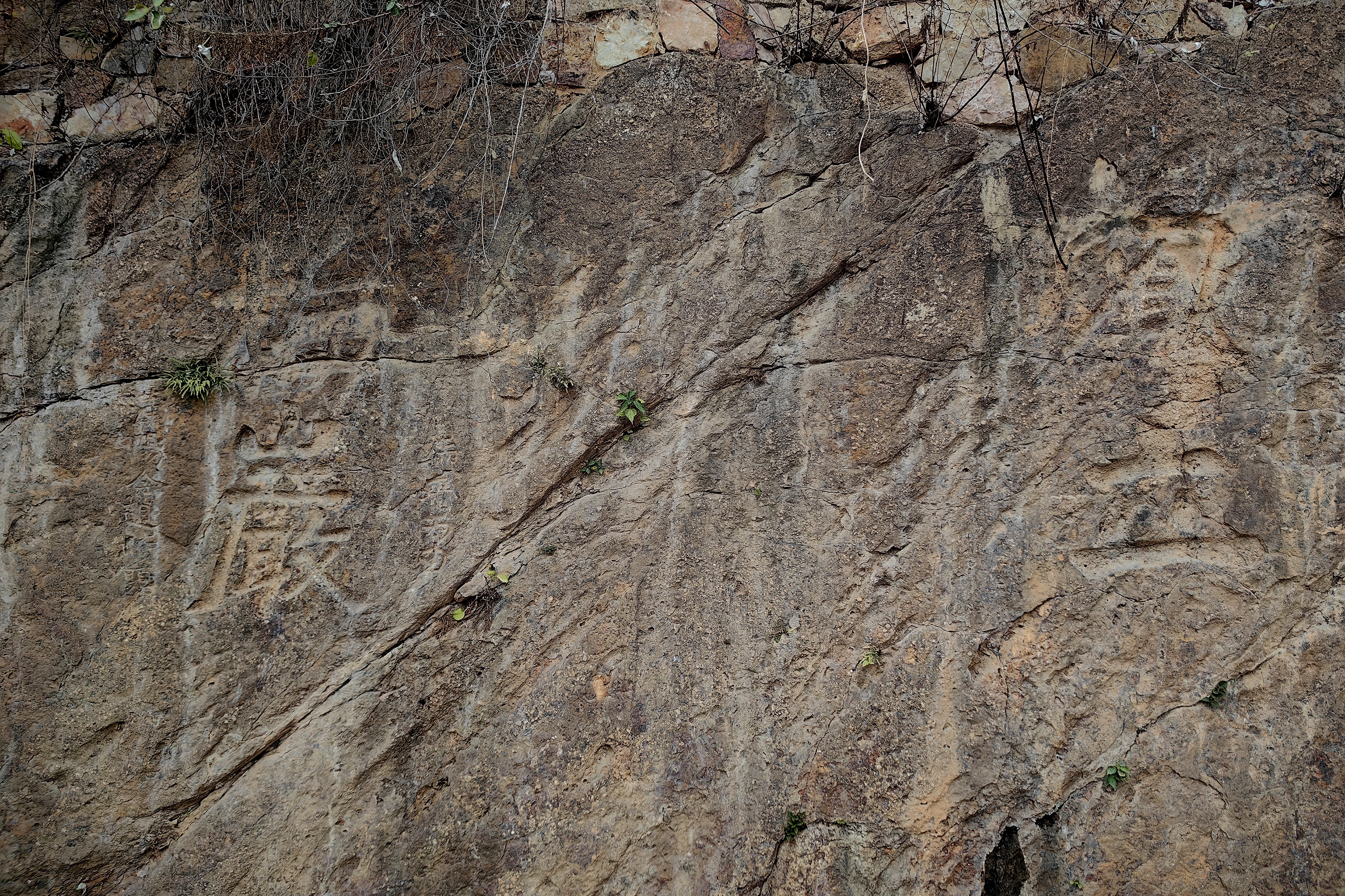
刻于端平年间的凤凰山摩崖

- 端平三年——十二月十九日，有詔明年改元嘉熙。[4][5]

## 紀年對照表
| 端平 | 元年   | 二年   | 三年   |
| ---- | ------ | ------ | ------ |
| 公元 | 1234年 | 1235年 | 1236年 |
| 干支 | 甲午   | 乙未   | 丙申   |

## 大事记
- 端平元年農歷正月初十——南宋与蒙古联军攻克蔡州，金朝滅亡。
- 端平元年農歷六月至八月——南宋「端平入洛」，被蒙古軍大敗而回。

## 去世
- 端平元年農歷正月初十——金哀宗、金末帝，金朝末代皇帝

## 同期存在的其他政权年号
- 中國
  - 天兴（1232年－1234年）：金朝—金哀宗完颜守緒的年号
  - 盛昌（1234年）：金朝—金末帝完顏承麟的年号（李兆洛《纪元编》以盛昌作为末帝的年号，但没有史料证据。）
  - 仁壽（1227年－1238年）：大理—段智祥之年號
- 越南
  - 天應政平（1232年－1254年）：陳朝—陳太宗陳日煚之年號
- 日本
  - 天福（1233年－1234年）：四條天皇之年號
  - 文曆（1234年－1235年）：四條天皇之年號
  - 嘉禎（1235年－1238年）：四條天皇之年號

## 深入閱讀
- 李崇智. . 北京: 中華書局. 2004年12月. ISBN 7101025129.
- 鄧洪波. . 臺北: 國立臺灣大學東亞經典與文化研究計劃. 2005年3月  [2021-11-21]. ISBN 9789860005189. （原始内容 (pdf)存档于2007-08-25）.

| 前一年號： 绍定 | 南宋年号 | 下一年號： 嘉熙 |